# 梅普爾鎮區 (明尼蘇達州卡斯縣)
梅普爾鎮區（英語：Maple Township）是一個位於美國明尼蘇達州卡斯縣的行政鎮區。

## 人口
根據2020年美國人口普查的數據，梅普爾鎮區的面積為94.70平方千米，當中陸地面積為93.80平方千米，而水域面積為0.90平方千米。當地共有人口407人，而人口密度為每平方千米4人。